# Tipo de dato anónimo
Los tipos anónimos son una característica del lenguaje de programación .NET (VB.net y C#) que permite crear implícitamente campos con nombre desde el código que lo requiere, dando como resultado una instancia de un objeto que no posee clase.
Esta es una importante característica para el Lenguaje integrado de consultas LINQ integrado en .NET Framework 2+, ya que permite que los resultados puedan ser tratados como Orientado a Objetos. Como los tipos anónimos no tiene un tipo de dato con nombre, deben ser almacenados en variables no tipadas, esto indica al compilador que use inferencia de tipos para la variable.
Esta característica no debe ser confundida con los tipos dinámicos. Mientras los tipos anónimos permiten a los programadores definir campos aparentemente "sobre la marcha", estos son aun entidades estáticas. La verificación de los tipos es hecha durante la compilación, y el intento de acceso a un campo no existente causara un error de compilación. Esto da a los programadores las ventajas de los lenguajes dinámicos, con la seguridad de tipos de un lenguaje estático.

## Ejemplo (C#)
```
 
var
 
person
 
=
 
new
 
{
FirstName
 
=
 
"John"
,
 
LastName
 
=
 
"Smith"
}

```

## Ejemplo (vb.net)
```
 
Dim
 
person
 
as
 
Object
 
=
 
new
 
With
 
{.
FirstName
 
=
 
"John"
,
 
.
LastName
 
=
 
"Smith"
}

```